# Triprocris
Triprocris is een geslacht van vlinders van de familie bloeddrupjes (Zygaenidae), uit de onderfamilie Procridinae.

## Soorten
- T. rosetta Dyar, 1918
- T. smithsonianus (Clemens, 1861)
- T. venadiocola Dyar, 1920
- T. yampai Barnes, 1905